# Solanum litoraneum
Solanum litoraneum är en potatisväxtart som beskrevs av A.E.Gonç. Solanum litoraneum ingår i släktet skattor som ingår i familjen potatisväxter. Inga underarter finns listade i Catalogue of Life.